# Khedidja Chellali
Pour les articles homonymes, voir Chellali.
Khedidja Chellali (en arabe : خديجة شلالي), dite Ghanoudja (en arabe : غنوجة), née en juin 1938 à Oujda et morte en juin 1957 à Oued Sefioune, est une militante algérienne, martyre de la guerre d'indépendance algérienne. 

## Biographie

### Origines
Khedidja Chellali est née en juin 1938 à Oujda au Maroc sous protectorat français. Elle y grandit au sein d'une famille algérienne originaire de Chellala Dahrania.

### Formation
Elle effectue l'ensemble de sa scolarité (lycée compris) à Oujda. 

### Engagement en faveur de l'indépendance algérienne
À Oujda, Khedidja Chellali entend parler des « évènements » qui se déroulent de l'autre côté de la frontière dans les colonnes de Paris Match. Sympathisante de la cause indépentantiste, elle adhère à l'Union générale des étudiants musulmans algériens (UGEMA) et se porte volontaire pour rejoindre l'Armée de libération nationale (ALN) après la grève des étudiants du 19 mai 1956 (ar),. Sa demande est dans un premier temps refusée avant d'être acceptée le 15 janvier 1957. Elle part alors suivre une formation à la surveillance, au renseignement et au contre-espionnage de deux mois dispensée par Abdelhafid Boussouf, qui lui donne son nom de guerre de Ghanoudja. À l'issue de sa formation, elle rejoint le maquis en mars 1957 en qualité de contrôleuse zonale et de commissaire politique en Wilaya V (ar), dans la région de Sidi Bel Abbès. Par ailleurs, elle fait partie avec sept autres femmes (dont sa sœur, Yamina Chellali) du corps des contrôleurs, une cellule du ministère de l'Armement et des Liaisons générales fondée en février 1957 à l'instigation de Boussouf pour inventorier les besoins des maquis, rallier les populations rurales au FLN, contrecarrer le discours des messalistes et des opposants au recours à l'action militaire. 
Elle meurt à l'âge de 18 ans en combattant les troupes coloniales françaises lors d'une bataille s'étant déroulée un matin de juin 1957 dans un massif montagneux de Oued Sefioune. Grièvement blessée par un bombardement aérien, elle parvient à cacher son arme et à détruire les documents en sa possession (afin qu'ils ne tombent pas aux mains de l'ennemi) avant de succomber.

## Postérité
Une rue de Sidi Bel Abbès et un lycée d'Oran portent son nom.
Elle est une des protagonistes du film documentaire Les immortelles du MALG d'Amine Kaïs projeté en avant-première à Alger le 7 avril 2017,. 